# Quando donna vuole (film 1923)
Quando donna vuole (The Ne'er Do Well) è un film muto del 1923 diretto da Alfred E. Green.
Il romanzo di Rex Beach fu portato sullo schermo con The Ne'er Do Well del 1916, diretto da Colin Campbell, che aveva avuto come aiuto regista Alfred E. Green.

## Produzione
Il film fu prodotto dalla Famous Players-Lasky Corporation.

## Distribuzione
Distribuito dalla Famous Players-Lasky Corporation, il film, presentato da Adolph Zukor, uscì nelle sale cinematografiche statunitensi il 29 aprile 1923.